# Episodi di Tandem (settima stagione)
La settima e ultima stagione della serie televisiva Tandem, composta da 12 episodi, ha debuttato su France 3 dal 9 maggio al 13 giugno 2023 in serate da due episodi. In Italia viene trasmessa sul canale Giallo a partire dall'11 ottobre al 15 novembre 2023.
| nº | Titolo originale                  | Titolo italiano                    | Prima TV Francia | Prima TV Italia  |
| -- | --------------------------------- | ---------------------------------- | ---------------- | ---------------- |
| 1  | On ne joue pas avec le feu        | Non si scherza con il fuoco        | 9 maggio 2023    | 11 ottobre 2023  |
| 2  | À couteaux tirés                  | Ai ferri corti                     | 9 maggio 2023    | 11 ottobre 2023  |
| 3  | Terre promise                     | Terra promessa                     | 16 maggio 2023   | 18 ottobre 2023  |
| 4  | Citius Altius Fortius             | Più veloce, più in alto, più forte | 16 maggio 2023   | 18 ottobre 2023  |
| 5  | L’inconnu                         | Lo sconosciuto                     | 23 maggio 2023   | 25 ottobre 2023  |
| 6  | Sacrifiés                         | Gli immolati                       | 23 maggio 2023   | 25 ottobre 2023  |
| 7  | Vendetta                          | Vendetta                           | 30 maggio 2023   | 1 novembre 2023  |
| 8  | La pêche miraculeuse              | La pesca miracolosa                | 30 maggio 2023   | 1 novembre 2023  |
| 9  | Verdict (1 and 2 part)            | Verdetto (prima e seconda parte)   | 6 giugno 2023    | 8 novembre 2023  |
| 10 | Verdict (1 and 2 part)            | Verdetto (prima e seconda parte)   | 6 giugno 2023    | 8 novembre 2023  |
| 11 | Tous les chemins mènent à Jacques | Tutte le strade portano a Jacques  | 13 giugno 2023   | 15 novembre 2023 |
| 12 | Inkil Chumpi                      | Inkil Chumpi                       | 13 giugno 2023   | 15 novembre 2023 |